# سینت ماریز (نیو ساوت ولز)
سینت ماریز (به انگلیسی: St Marys) یک حومه شهر در استرالیا است که در نیو ساوت ولز واقع شده‌است.